# Lunar Orbiter 1
Lunar Orbiter 1 foi uma sonda espacial estadunidense como parte do Programa Lunar Orbiter, sendo a primeira sonda estadunidense a orbitar a Lua. Ela foi projetada principalmente para fotografar áreas lisas da superfície lunar e para a seleção de locais seguros para os pousos das sondas Surveyor e das missões do Programa Apollo. Foi também projetada para recolher amostras de radiação, intensidade e impactos de micrometeoritos.
A sonda Lunar Orbiter 1 foi lançada em 10 de agosto de 1966. às 19 horas e 31 minutos (UTC), por meio de veículo Atlas-Agena D a partir da Estação da Força Aérea de Cabo Canaveral, nos Estados Unidos.